# Leichtathletik-Europameisterschaften 2010/Teilnehmer (Dänemark)
Dänemark meldete fünfzehn Sportler, unter ihnen drei Frauen, für die Leichtathletik-Europameisterschaften 2010 vom 27. Juli bis zum 1. August in Barcelona.
| Wettbewerb        | Männer                                                                                        | Frauen                          |
| ----------------- | --------------------------------------------------------------------------------------------- | ------------------------------- |
| 100 m             | Jesper Simonsen (26. Platz)                                                                   |                                 |
| 400 m             | Nicklas Hyde (30. Platz)                                                                      |                                 |
| 800 m             | Andreas Bube (26. Platz)                                                                      |                                 |
| 1500 m            | Morten Munkholm (17. Platz)                                                                   |                                 |
| 10.000 m          |                                                                                               | Maria Sig Møller (Aufgabe)      |
| Marathon          | Jesper Faurschou (29. Platz)                                                                  |                                 |
| 400 Hürden        |                                                                                               | Sara Slott Petersen (22. Platz) |
| Hochsprung        | Janick Klausen (26. Platz)                                                                    |                                 |
| Stabhochsprung    | Rasmus Wejnold Jørgensen (19. Platz)                                                          | Caroline Bonde Holm (20. Platz) |
| Weitsprung        | Morten Jensen (kein gültiger Versuch)                                                         |                                 |
| Kugelstoßen       | Kim Juhl Christensen (24. Platz)                                                              |                                 |
| 4 × 400 m Staffel | (15. Platz) Andreas Bube Daniel B. Christensen Jacob Fabricius Riis Nicklas Hyde Rasmus Olsen |                                 |